# Bahige Tabbara
Bahige Tabbara (né à Beyrouth en 1929) est un homme politique libanais.
Juriste de renom, universitaire, il fut aussi l'un des plus proches collaborateurs de l'ancien Premier ministre Rafiq Hariri.
Après un court passage au ministère de l'Économie et du Commerce en 1973, au sein du gouvernement d'Amine Hafez, Bahige Tabbara se consacre à sa carrière professionnelle lors de la guerre.
Conseiller juridique de Rafiq Hariri, ce dernier le nomme ministre de la Justice au sein de ses trois gouvernements entre 1992 et 1998.
Il sera aussi membre des gouvernements Hariri formé entre 2000 et 2004, d'abord comme ministre d'État (2000-2003), puis, de nouveau comme ministre de la Justice (2003-2004).
Membre du conseil stratégique de l'Université Saint-Joseph de Beyrouth, il intégra le parlement lors des législatives de 2005, sur la liste du Courant du Futur, comme député sunnite de la 2e circonscription de Beyrouth.